# Ilha Bolchevique

Situación da Ilha Bolchevique na Terra do Norte

A'ilha Bolchevique (em russo:  остров Октябрьской Большеви́к, óstrov Bolxevik) é a mais meridional do arquipélago russo da Terra do Norte, no oceano Árctico. Fica situada a sudeste da ilha da Revolução de Outubro, da qual está separada pelo estreito de Chokalski, e é a segunda maior ilha do grupo.
Tem uma área estimada de 11.312 km². É montanhosa, com altitude máxima de 935 m. Cerca de 30% da ilha está coberta de glaciares (Leningrad, Semiónov – Tian Xanski e Kropotkin), enquanto as zonas costeiras têm vegetação espessa de musgo e líquens. Aloja a base árctica russa Prima.
Foi explorada pela primeira vez pela expedição de Georgy Ushakov e Nikolay Urvantsev (1930-1932), que foram os que lhe deram este nome em honra dos bolcheviques, os primeiros comunistas russos. Segundo um decreto aprovado em 1 de Dezembro de 2006 pelo extinto governo regional da Taimíria, a ilha passou a chamar-se ilha de Santa Olga (em russo:  остров Святой Ольги, óstrov Sviatoi Olgui) em homenagem da grã-duquesa Olga, assassinada durante a Revolução Russa de 1917, mas por enquanto mantém o nome original.